# دریک (جرثقیل)
دریک (انگلیسی: Derrick) از انواع جرثقیل است، که منسوب به شخصی بنام توماس دریک که در حدود سال ۱۶۰۰ میلادی در تیلبوری، انگلستان شغلش کشیدن طناب دار بود. جرثقیل دریک پایهٔ قائمی موسوم به دکل دارد، که بوسیلهٔ سیم‌ها یا طناب‌هایی مهار شده‌است و با تیری موسوم به برج جرثقیل، که به آن اتصال دارد، می‌تواند بوسیلهٔ چرخی در حول محور خود بگردد. این نوع جرثقیل در معادن و پل‌سازی و ساختمان‌های دیگر بکار می‌رود.

## نگارخانه

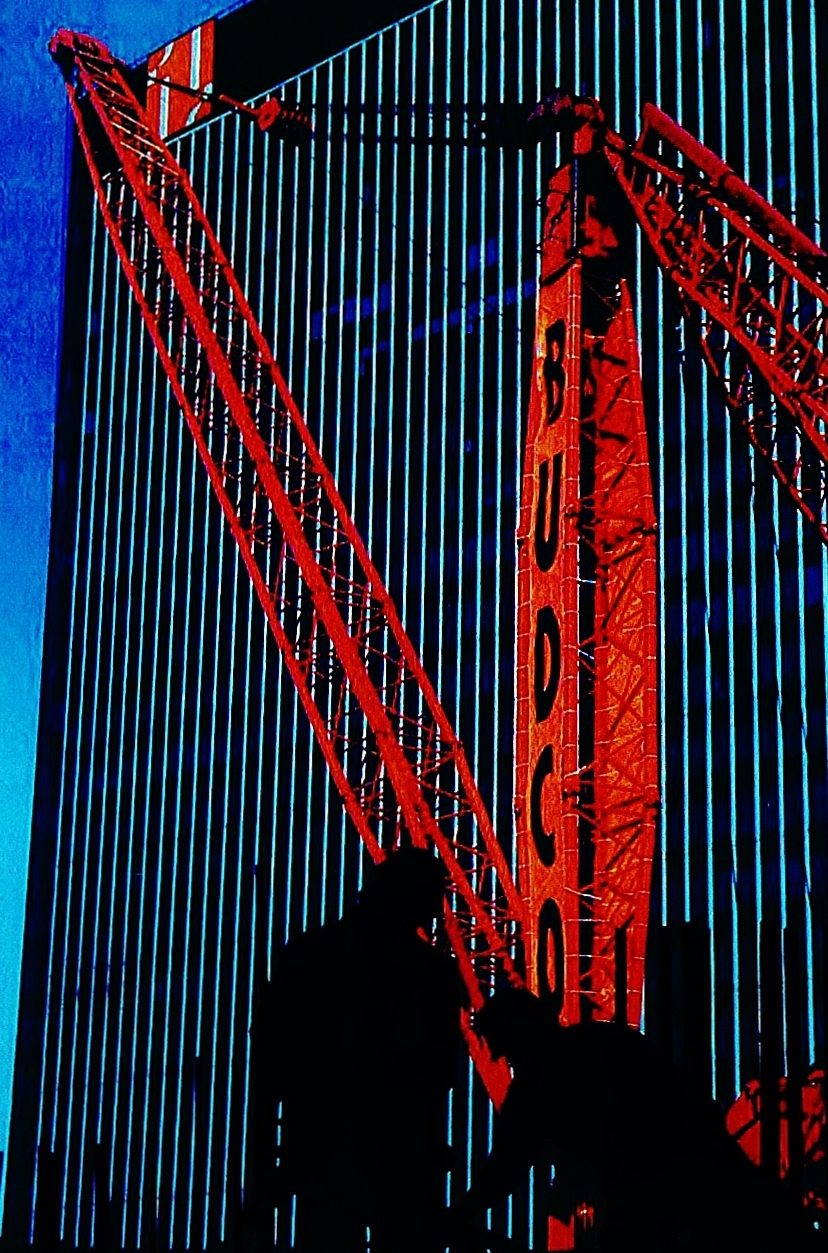